# Howaldtswerke-Deutsche Werft
Howaldtswerke-Deutsche Werft (HDW) is een Duitse scheepswerf en machinefabriek in Kiel. Het is in 2010 de grootste scheepswerf van Duitsland met circa 2300 medewerkers. Tegenwoordig is het een onderdeel van ThyssenKrupp AG.

## Geschiedenis
Het bedrijf werd opgericht op 1 oktober 1838 in Kiel door ingenieur August Ferdinand Howaldt en zakenman Johann Schweffel als machinefabriek Maschinenbauanstalt und Eisengießerei Schweffel & Howaldt. In 1865 werd de naam gewijzigd in Howaldtswerke. In 1930 werd een werf in Hamburg overgenomen dat als zelfstandig bedrijfsonderdeel fungeerde, waarna de bedrijven in beide plaatsen bekendstonden als Kieler Howaldtswerke AG en Howaldtswerke Hamburg AG.
In 1968 fuseerden beide bedrijfsonderdelen van de Howaldtswerke met de Deutsche Werft in Hamburg, waarna het nieuwe bedrijf de naam Howaldtswerke-Deutsche Werft (HDW) kreeg, met vestigingen in Kiel en Hamburg. Als gevolg van de neergang in de scheepsbouw werd de vestiging in Hamburg in 1985 gesloten. In 2005 werd HDW onderdeel van de productgroep ThyssenKrupp Marine Systems (TKMS) van het conglomeraat ThyssenKrupp.

## Producten
HDW en voorgangers bouwden vele schepen van verschillende typen voor zowel de civiele als militaire markt. Tijdens de Eerste Wereldoorlog en Tweede Wereldoorlog bouwden de werven ook vele U-booten voor de Kaiserliche Marine en de Kriegsmarine. Ook vandaag de dag is de werf marktleider in de bouw van niet-nucleaire onderzeeboten.
In de zestiger jaren van de 20e eeuw heeft de werf het enige Duitse civiele vrachtschip met kernaandrijving gebouwd, de Otto Hahn.